# 1332 w literaturze
Wydarzenia literackie w 1332 roku.

## Urodzili się
- Pero López de Ayala, hiszpański pisarz